# Dasyhelea quadrilobata
Dasyhelea quadrilobata är en tvåvingeart som först beskrevs av Jean-Jacques Kieffer 1910.  Dasyhelea quadrilobata ingår i släktet Dasyhelea och familjen svidknott. Inga underarter finns listade i Catalogue of Life.